# Moses Hirschland

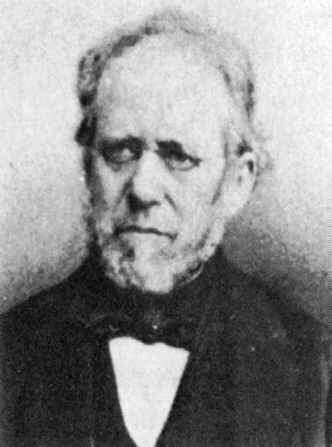
Moses Hirschland

Moses Hirschland (* 10. Juli 1810 in Steinheim (Westfalen); † 13. Februar 1888 in Essen) war ein deutsch-jüdischer Arzt und Ratsherr der Stadt Essen.

## Leben und Wirken
Moses Hirschlands Vater, Salomon Herz Hirschland, war als Metzger und Lehrer nach dem Tod seiner Frau Jüdel Bendix (1778–1815) im Jahr 1815 mit seinen sieben Kindern nach Essen gezogen. Moses’ Bruder Simon Hirschland wurde dort Bankier und gilt als Finanzier des Bergbaus im Ruhrgebiet.
Moses Hirschland legte 1833 als erster jüdischer Absolvent am Essener Preußisch-Königlichen Gymnasium die Prüfung ab. Er studierte seit 1833 Medizin an der Universität Bonn. Als erster an einer Universität ausgebildeter Arzt ließ er sich nach seiner Approbation 1838 in der Stadt Essen nieder. Nach der Änderung des Wahlrechtes im Jahr 1847 wurde der jüdische Humanmediziner erstmals in den Rat der Stadt Essen gewählt. In den darauf folgenden zehn Jahren war er Ratsherr, Gemeinderat und Stadtverordneter. Alfred Krupp unterstützte die politische Karriere seines Freundes. Moses Hirschland war denn auch der persönliche Leibarzt von Alfred Krupp. Die enge Verbindung der Familien Krupp und Hirschland basierte vermutlich auf der langjährigen Freundschaft der beiden, die schon in der gemeinsamen Schulzeit entstanden sein dürfte. Hirschland wurde mit dem preußischen Schwarzen Adlerorden ausgezeichnet.
Hirschland war verheiratet mit Philippine Jacobine Heinemann (1824–1909). Das Ehepaar hatte acht Kinder, von denen zwei früh verstarben.
Er wurde auf dem Jüdischen Friedhof an der Lazarettstraße in Essen beigesetzt.